# Chirotica decorata
Chirotica decorata är en stekelart som först beskrevs av Tosquinet 1903.  Chirotica decorata ingår i släktet Chirotica och familjen brokparasitsteklar. Inga underarter finns listade i Catalogue of Life.